# شبرق ناعم
الشبرق الناعم (باللاتينية: Ononis mitissima) نوع نباتي ينتمي إلى جنس الشبرق من الفصيلة البقولية.

## الموئل والانتشار
موطنه المشرق العربي والمغرب العربي ووادي النيل ومعظم مناطق جنوب أوروبا.